# Instituto Brasil Verdade
Instituto Brasil Verdade é uma OSCIP criada em São Paulo em 2005, com o objetivo de promover a democratização da informação sobre direitos e deveres dos brasileiros, especialmente para as pessoas mais necessitadas. É presidida (2006/2007) pelo empresário Armando Conde.